# Carlos Alberto Aguilera
Carlos Alberto Aguilera Novas (Montevideo, 21 de septiembre de 1964) apodado El Pato es un exfutbolista uruguayo, jugó en Peñarol y Nacional. También jugó en la Selección Uruguaya por más de 15 años, y en su paso por la liga italiana fue jugador del Genoa. Con Peñarol fue pentacampeón de la liga entre 1994 y 1997, en el período conocido como el Segundo Quinquenio de Oro de Peñarol, y en 1999.

## Trayectoria

### En América
Nació en Montevideo el 21 de septiembre de 1964. 
Hizo su debut en el fútbol profesional en River Plate (Uruguay) en 1980, cuadro en el cual estuvo dos años para luego ser transferido a Nacional, uno de los clubes  grandes de Uruguay. En 1985 ficha por el equipo de la liga colombiana, Independiente Medellín, luego vuelve a Nacional en 1986, para después pasar a jugar con Racing Club de Argentina, club donde jugó muy poco. Después regresa a Nacional en 1987, y un tiempo más tarde se va a jugar a la liga mexicana a los Tecos de la UAG para fichar en 1988 por el otro grande de su país, Peñarol, donde jugaría el segundo semestre de 1988 y el primero de 1989. Su buen hacer en Peñarol (fue goleador de la Copa Libertadores 1989 con 10 goles en solo 8 partidos) no pasaría desapercibido por los ojeadores europeos y emigró al fútbol italiano.

### En Italia
El Genoa de Franco Scoglio había ganado el ascenso a la Serie A al ganar el campeonato. El presidente Spinelli apostó por tres jugadores uruguayos identificados con Peñarol, José Perdomo, Rubén Paz y Aguilera. Los tres futbolistas eran representados por Francisco “Paco” Casal, quien en esa época lograría concretar algunos de los pases más importantes de jugadores uruguayos al fútbol italiano.
De los tres, Aguilera fue único que siguió defendiendo los colores del equipo italiano al año siguiente. Su segundo año en la liga italiana sería aún mejor que el primero, haciendo quince goles y formando un dúo letal en la delantera con el checo Tomáš Skuhravý. En la temporada 1990-91 el Genoa acabó la temporada con un histórico cuarto lugar con 40 puntos, ganando en el último partido a la Juventus. Aquella temporada fue la mejor del club desde la obtención de la Copa Italia en 1936, ya que clasificó por primera vez en su historia a una competencia europea oficial, la Copa de la UEFA del 1991-92 dónde llegó a semifinales.
Tras un tercer año en el equipo genovés es fichado por el Torino donde también juega una buena primera temporada, siendo su segundo año discreto.

### Retiro y años siguientes
El 24 de junio de 2000 cerró definitivamente su carrera con un partido despedida en el Estadio Centenario, rodeado de grandes figuras de la época como Francescoli, Maradona, Ivo Basay y Marco Etcheverry. En 2013 fue incluido en el salón de la fama del Genoa junto a otros diez jugadores de la historia del equipo.
Tras su retiro, Carlos Aguilera ha seguido vinculado al fútbol, más que nada en la actividad del periodismo deportivo, y especialmente como comentarista de partidos y analista profesional de este deporte. Se ha convertido en una personalidad muy mediática y accesible, brindando entrevistas y participando de programas televisivos y radiales cada vez que se lo solicitan, e incluso llegando a formar parte de campañas publicitarias junto con otros futbolistas, como es el caso del muy viralizado spot de Frigorífico Sarubbi. En ese anuncio publicitario aparece junto a importantes colegas futbolistas, tales como Álvaro Recoba, Antonio Pacheco, Juan Ramón Carrasco, Fabián Estoyanoff y Rúben Sosa, entre otros.
Aguilera también se desempeña en la actualidad como empresario del entorno futbolístico, siendo representante de distintos jugadores, e impulsor de muchos jóvenes deportistas.

## Selección nacional
Participó de la Copa Mundial de Fútbol Juvenil de 1981 llevada a cabo en Australia, donde el seleccionado uruguayo perdería en cuartos de final contra Rumania por 2 a 1; más allá de eso consiguió marcar en el partido de la fase de grupos ante Estados Unidos en la victoria charrúa por 3-0, volvería a ser parte de la Copa Mundial de Fútbol Juvenil de 1983 que se disputó en México donde anota 3 goles y disputa 4 partidos
Debutó en la selección Uruguaya con 17 años 1982, y fue miembro de ella hasta 1997. Jugó 64 partidos y convirtió 22 goles. Participó en los mundiales de México 86 e Italia 90, de las eliminatorias CONMEBOL a México 86, Estados Unidos 94 y Francia 98.
Fue campeón de la Copa América en 1983 dónde convirtió el gol histórico del empate ante Brasil, que le daría el título a Uruguay. La primera final, se jugó el 27 de octubre en Montevideo y la ganó Uruguay por 2-0. El partido de vuelta se jugó en el Estadio Fonte Nova de Salvador de Bahía, en Brasil, cuando Uruguay perdía 1-0, a falta de 13 minutos Pato Aguilera marcó el empate de cabeza. Este tanto sirvió para el título número doce de campeón de América para el seleccionado uruguayo. También fue parte del equipo subcampeón de la Copa América Brasil 1989.

### Participaciones en Copas del Mundo
| Mundial                        | Sede   | Resultado        | Partidos | Goles |
| ------------------------------ | ------ | ---------------- | -------- | ----- |
| Copa Mundial de Fútbol de 1986 | México | Octavos de final | 0        | 0     |
| Copa Mundial de Fútbol de 1990 | Italia | Octavos de final | 4        | 0     |

### Participaciones en Copa América
| Edición           | Sede          | Resultado | Partidos | Goles |
| ----------------- | ------------- | --------- | -------- | ----- |
| Copa América 1983 | Sin sede fija | Campeón   | 8        | 3     |

## Clubes
| Club                   | País      | Año       |
| ---------------------- | --------- | --------- |
| River Plate            | Uruguay   | 1980-1982 |
| Nacional               | Uruguay   | 1983-1985 |
| Independiente Medellín | Colombia  | 1985      |
| Nacional               | Uruguay   | 1986      |
| Racing Club            | Argentina | 1986      |
| Nacional               | Uruguay   | 1987      |
| Tecos de la UAG        | México    | 1987-1988 |
| Peñarol                | Uruguay   | 1988-1989 |
| Genoa                  | Italia    | 1989-1992 |
| Torino                 | Italia    | 1992-1994 |
| Peñarol                | Uruguay   | 1994-1999 |

## Palmarés

### Títulos nacionales
| Título              | Equipo   | País    | Año  |
| ------------------- | -------- | ------- | ---- |
| Campeonato Uruguayo | Nacional | Uruguay | 1983 |
| Copa Italia         | Torino   | Italia  | 1993 |
| Campeonato Uruguayo | Peñarol  | Uruguay | 1994 |
| Campeonato Uruguayo | Peñarol  | Uruguay | 1995 |
| Campeonato Uruguayo | Peñarol  | Uruguay | 1996 |
| Campeonato Uruguayo | Peñarol  | Uruguay | 1997 |
| Campeonato Uruguayo | Peñarol  | Uruguay | 1999 |

### Títulos internacionales
| Título       | Equipo (*) | País   | Año  |
| ------------ | ---------- | ------ | ---- |
| Copa América | Uruguay    | Brasil | 1983 |

- Subcampeón de la Copa Conmebol 1994 con Peñarol.

### Distinciones individuales
| Distinción                                                           | Año  |
| -------------------------------------------------------------------- | ---- |
| Máximo goleador de la Copa América (3 goles)                         | 1983 |
| Máximo goleador de la Liguilla Pre-Libertadores de América (5 goles) | 1988 |
| Máximo goleador de la Copa Libertadores (10 goles)                   | 1989 |